# Обов'язкова освіта

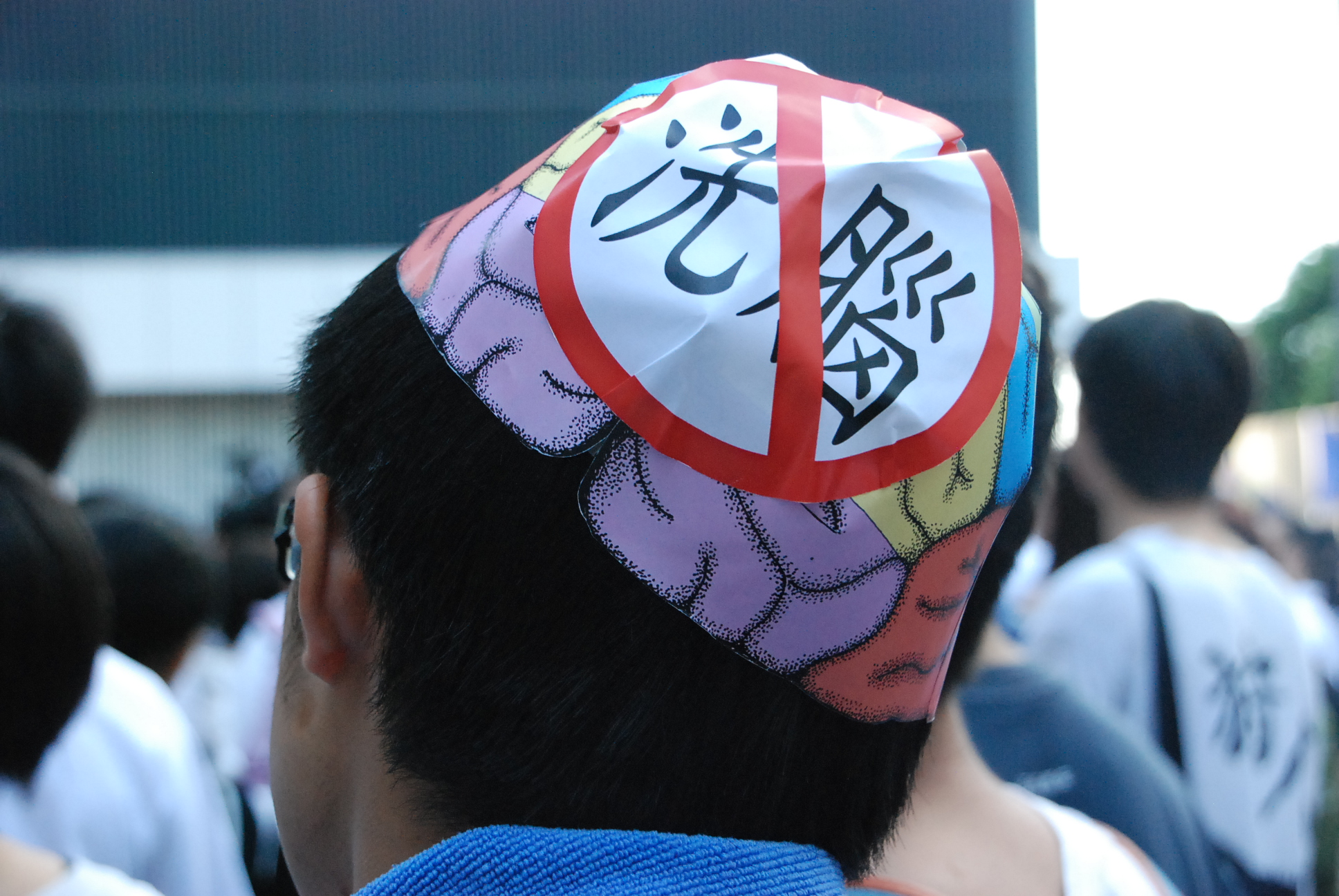
Індоктринація в класі, включення політичного змісту в навчальний матеріал або викладачі, які зловживають своєю роллю індоктринації учнів, суперечать цілям освіти, яка прагне свободи думки та критичного мислення.

Обов'язкова освіта — форма організації системи народної освіти, при здобуття освіти (початкової, а зараз в більшості держав — середньої) закріплено в законах держав як одного з цивільних обов'язків. З другої половини XX століття забезпечення обов'язкової освіти як однієї з вимог до сучасних цивілізованих держав із дотримання ними прав людини закріплена в міжнародному праві, зокрема, в документах ООН.
На відміну від військової повинності, за загальним правилом виконання цього обов'язку громадянами здійснюється за місцем проживання й опосередковано покладає на громадян додаткові матеріальні витрати, що бере на себе держава для організації та підтримки освітньої інфраструктури; тобто обов'язкова освіта може обтяжувати громадян, стаючи для них платною.
З метою забезпечення принципу загальності освіти з другої третини XIX століття найбільш розвинені держави нерегулярно практикують часткове субсидування приватних витрат на початкову освіту, не скасовуючи принцип платності навчання як такої.
На початку другої третини XX століття держави забезпечили матеріально-технічну та кадрову базу освітньої інфраструктури, а також мають у своєму розпорядженні можливість безперебійного бюджетного фінансування освітніх програм і проводять активну соціальну політику, спрямовану на підвищення рівня і якості життя, доповнюють закони про обов'язкову освіту конституційними нормами, відповідно до яких отримання безкоштовної освіти стає безумовним правом громадян.

На міжнародному рівні принцип обов'язковості освіти (стосовно початкової) закріплений в резолюції 217-А (III) «Міжнародний пакт про права людини» (документ більш відомий під назвою «Загальна декларація прав людини»), прийнятої 10 грудня 1948 року 3-ю сесією Генеральної Асамблеї ООН. У 26-й статті «Загальної декларації прав людини», зокрема, йдеться:
Кожна людина має право на освіту. Освіта повинна бути безкоштовною, хоча б в тому, що стосується початкової й загальної. Початкова освіта повинна бути обов'язковою –Загальна декларація прав людини, стаття 26, п. 1
Для розвитку цього документа 16 грудня 1966 року Генеральна Асамблея ООН прийняла Міжнародний пакт про економічні, соціальні та культурні права. Стаття 13 цього пакту також проголошує, що «Початкова освіта має бути обов'язковою та безкоштовною для всіх».
СРСР підписав цей пакт 18 березня 1968 року (ратифікований 18 вересня 1973 року); після розпаду СРСР колишні союзні республіки підписали пакт повторно. США в цьому пакті не беруть участь: підписавши його 5 жовтня 1977 року, ратифікувати його згодом відмовилися. На даний час (червень 2011 року) пакт підписаний 160 країнами, але фактично діє лише для 69 з них.

## Історія
Ідея обов'язкової освіти у філософській думці вперше викладена в 360 році до н. е. Платоном у його класичному рукописі «Держава».
Талмуд (трактат Бава Батра, лист 21) зафіксував, що в I столітті до н. е. Іошуа (Ісус) бен Гамла, не будучи учителем, ходив по містах і відкривав школи, агітуючи за обов'язковість навчання дітей, починаючи з 5-річного віку. У цьому прикладі поняття обов'язковості й загальності обмежена лише рамками окремої нації, проте відсутні історичні джерела, які давали б відомості про повноту охоплення територій і населення такими навчальними закладами. Так чи інакше, законів світської влади, тих чи інших держав, які вводили б поняття обов'язкової освіти як правову норму для всього населення, а не окремих класових чи національних груп, для античної епохи немає.

### Середньовіччя
Твердження деяких популярних видань, що в ацтеків (XIV — XVI століття) нібито «велика частина хлопчиків ходила в школу», не засновані на статистичних даних і інших достовірних наукових доказах. Існує припущення, що школу в ацтеків могли відвідувати лише «деякі хлопчики». Б. Сомервіл (St. Lawrence University) пише, що вік, з якого діти ацтеків могли починати ходити в школу, не відомий: «могли й з 7 років, і з 14–15»; в останньому випадку початкову і середню освіту вони отримували поза школою, в сім'ї. Спірне твердження, що ацтеки були серед перших, хто запровадив обов'язкову освіту, будується на культурологічній гіпотезі про те, що «ацтеки вірили в обов'язкову освіту» (англ. The Aztecs beleived in compulsory education).

### Новий час
В епоху протестантської Реформації, в 1524 році, Мартін Лютер пропагував ідею обов'язкової шкільної освіти. Він хотів, щоб всі парафіяни могли самостійно читати Біблію. Страсбург, в ті часи вільне місто Священної Римської імперії, затвердило цю вимогу як правову норму в 1598 році. Обов'язковість освоєння в колі сім'ї «легенд і традицій, божественних пісень і правильних ритуалів шанування своїх богів» притаманна будь-якій (не тільки ацтекській) культурі, і це не тотожне визначенню освіти, яке передбачає, в тому числі опановування основ грамотності (при тому, що писемності ацтеки не мали).
Ще раніше в Шотландії перша система обов'язкової освіти була створена вже на національно-державному рівні. Тут Закон про освіту 1496 року зобов'язував дітей дворян і фригольдерів відвідувати школу. У 1616 році Закон про заснування шкіл потребував, щоб при кожному приході в Шотландії була створена школа, яка фінансується парафіянами та знаходиться під наглядом церкви. Ухвалений згодом парламентом Шотландії Закон про освіту 1633 року уточнив порядок збору коштів для фінансування цих шкіл, для чого був введений новий місцевий податок на землевласників. Однак в низці парафій недобросовісні землевласники знайшли лазівку, яка дозволяла їм ухилятися від сплати податку на утримання шкіл. Новий Закон про освіту 1646 року, в якому шотландські законодавці цю лазівку ліквідували, був в 1661 році розкритикований, і порядок фінансування на деякий час був повернений до умов Закону 1633 року. Однак в 1696 році новий Закон про заснування шкіл (англ. Act for settling of schools) відновив обов'язковість фінансування шкіл для кожного приходу, а для забезпечення виконання цієї норми підкріпив її системою штрафів, секвестрів та інших форм прямого впливу держави на порушників і примусу для підтримки системи обов'язкової народної освіти.
На території Російської Імперії перший закон про загальну освіту незалежно від соціального походження вийшов в Калмицькому ханстві. Загальна освіта не мала релігійного характеру, а передбачала знання Тодо-бічіг, що використовувався як основа діловодства в Калмицькому ханстві. На батьків, які ухилялися віддавати дітей до шкіл, накладався адміністративний штраф, а в разі відмови їх насильно віддавали в школи: «Якщо сини знатних людей не будуть навчатися монгольської грамоти (Тодо-бічіг), то з їхніх батьків брати по трирічному коню, синів же віддавати для навчання вчителю, з багатьох відомих людей брати по трирічному барану, а з людей низького звання брати по п'ятнадцять копійок, і дітей їх віддавати як і раніше для навчання вчителю».
Завдання освіти суспільства (поставлені Зая-Пандіта, засновником писемності Тодо-бічіг) Дондук-Даші пов'язував з принципами виховання молодого покоління. Переслідуючи загальнонаціональні цілі, бажав «упокорити гордовитість нойонів і обмежити їхнє свавілля щодо своїх підвладних». Хан Дондуков-Даші раптово помер 21 січня 1761 у своїй ставці, яка перебувала тоді в урочищі Бугута на річці Кума. У права намісника ханства вступив його вісімнадцятирічний син Убаші. (Закони Дондук-Даші датуються 1741—1753 рр.) У ході складних політичних обставин і кризи наступних років такий закон не прийняв довгостроковий характер, а в 1771 році трапилося переселення калмиків в Джунгарію.
У системі народної освіти Австрії вимога про обов'язкову початкову освіту набула статусу норми закону в правління імператриці Марії Терезії в 1774 році.
В той самий час обов'язкову освіту вводить ще одна абсолютна монархія Європи, Пруссія. Тут закон про обов'язкову освіту був вперше прийнятий указом Фрідріха Великого (1763). Спочатку введення цього закону наражалося на спротив з боку церковних парафій, що оплачували роботу вчителя та придбання підручників, а також найбідніших парафіян, на яких була покладена частина податкового тягаря на утримання шкіл. У XIX столітті пруське законодавство про обов'язкову освіту було розширено. Деякі країни взяли його за зразок при розробці власних законів, зокрема — Японія за часів соціальних перетворень у ході реформ Мейдзі (після 1868 року).
У Північній Америці прецедент введення обов'язкової освіти в норму закону був створений за 130 років до утворення США, в епоху британського колоніального панування. У 1636 році в Плімутській колонії (нині штат Массачусетс) було відкрито Гарвардський університет, і вже через 9 років, в 1647 році, верховний суд цієї колонії прийняв перший закон про обов'язкову освіту. За цим законом кожне місто було зобов'язане відкрити, за англійським зразком, граматичну школу, а батькам, що утримували своїх дітей від відвідування школи, загрожував штраф. Відповідно панували там в той час нормами пуритан, якщо суд встановлював, що батьки не можуть забезпечити освіту своїм дітям, то влада мала право вилучити їх від батьків і передати в іншу сім'ю. Згодом Массачусетс став першим з американських штатів, який ввів в 1852 році закон про обов'язкову освіту в його сучасній формі.
Останніми з європейських країн (не врахуючи Російську імперію, де закон про обов'язкову освіту до 1917 року так і не був прийнятий), в яких принцип обов'язковості освіти отримав статус законодавчого акта, були Англія та Уельс. Тут тільки в 1870 році, завдяки створенню системи шкіл-інтернатів, керованих шкільними радами, був прийнятий перший закон про обов'язкову початкову освіту. Раніше діти у віці від 5 до 10 років були зобов'язані відвідувати школу (в деяких сільськогосподарських районах на розсуд місцевої влади допускалася більше ранній відхід).

## Стан справ з обов'язковою освітою по країнах

### Австралія
Освіта є обов'язковою для дітей у віці від 5 до 17 років, у всіх штатах і територіях країни. Нині триває інтеграція системи шкільної освіти з мережею коледжів та інших установ технічного і подальшої освіти TAFE (англ. Technical and further education).

### Велика Британія
Велика Британія має давні традиції державної підтримки будівництва шкіл: в Шотландії програми загальної освіти здійснювалися ще з 1561 року, а в масштабах всієї країни — з 1833 року, коли парламент Великої Британії вперше затвердив щорічні асигнування на будівництво та утримання шкіл для бідних. За 37 років дії цієї системи урядових субсидій мережу шкільних установ по всій країні розширилася настільки, що це дозволило прийняти в 1870 році перший Закон про загальну освіту. Званий також «законом Форстера», цей правовий акт зробив обов'язковим навчання в початковій (елементарній) школі для всіх дітей країни у віці від 5 до 12 років.
Закон про освіту 1918 року («Закон Фішера») продовжив терміни обов'язкової середньої освіти до 14-річного віку, Закон про освіту 1944 року («закон Батлера») — до 15 років, а з 1972 року і по теперішній час термін закінчення школи визначено в 16 років. Починається ж обов'язкова освіта в Сполученому Королівстві з 5 років. З 2013 року обов'язкову освіту планується продовжити до 17, а з 2015 — до 18 років.

### Німеччина
У Німеччині, на відміну від інших країн, батькам заборонено відмовлятися від віддачі дитини на навчання в державну систему шкільної освіти, замінюючи це домашнім навчанням.
Конституція НДР також забезпечувала права кожного громадянина на безкоштовну освіту. Як було сказано в Конституції НДР: «Кожен громадянин Німецької Демократичної Республіки має рівне право на освіту… Єдина соціалістична система освіти забезпечує кожному громадянинові послідовне соціалістичне виховання, освіту і підвищення кваліфікації».
У 1959 році в НДР було введено загальне обов'язкове десятилітнє навчання. Середня школа НДР здійснювала принципи єдності навчання та виховання й мала політехнічний характер.

### Індія
У серпні 2009 року Парламент Індії прийняв Закон про право дітей на безкоштовне обов'язкову освіту і статтю 21A конституції країни, відповідно до якої отримання безкоштовної освіти є обов'язковим для дітей у віці від 6 до 14 років. Відповідно до цього, Індія стала 135-ю країною світу, в якій дітям гарантовано право на безкоштовну освіту. Закон набрав чинності 1 квітня 2010 року.

### Канада
Перші школи в Новій Франції засновувались у XVII столітті при церквах. Систему шкіл, які фінансуються державою, влада колонії почала створювати на початку XIX століття. Релігійні проблеми (у Верхній Канаді католицькі, а в Нижній Канаді — протестантські меншини заперечували проти підходу до вивчення Біблії з боку представників іншої віри) були вирішені тим, що в деяких районах фактично були створені дві конфесійні підсистеми народної освіти. При створенні в 1867 році Канадської конфедерації це положення було узаконено в конституції домініону — Акті про Британську Північну Америку. У канадській провінції Ньюфаундленд і Лабрадор в системі шкіл була присутня і третя конфесійна гілка — п'ятдесятники.
У Британській Колумбії не розділена по «сектам» (англ. non-sectarian) шкільна система була введена ще в 1872 році, проте в інших провінціях Канади процес відділення церкви від держави тривав і в XX столітті (в Онтаріо навчання в школах на релігійному ґрунті було скасовано лише в 1990 році).
Наприкінці XIX століття загострилося мовне питання в Манітобі. В оригінальній термінології історії країни ця політична криза фігурує саме як шкільне питання (англ. Manitoba Schools Question пов'язаний з наявністю в системі народної освіти роздільних шкіл для учнів з англійською та французькою мовою.
Освіта в Канаді регулюється на рівні провінцій, кожна з яких створює свої закони (англ. School Attendance Act). Вона є обов'язковою у віці від 6 до 16 років всюди, крім Онтаріо й Нью-Брансвік, де верхня вікова межа становить 18 років. У деяких провінціях за особливих обставин дозвіл на припинення обов'язкової освіти може надаватися починаючи з 14-річного віку.

### Китай
До освіти КНР (1949 рік) початковою освітою було залучено лише одну п'яту частини дітей шкільного віку. Відповідно до рішення Компартії Китаю підготовка до введення загальної освіти почалася з серпня 1951 року, коли міністерство освіти провело першу загальнонародну конференцію з питань початкової освіти та навчання вчителів. Важка спадщина залишила роки «культурної революції» (1966—1976), коли кілька поколінь залишилося без адекватної освіти.
У конституції КНР 1978 року, що декларувала право громадян на освіту (1978 р. — ст. 51), було написано, що держава докладатиме всіх зусиль для того, щоб забезпечити це право необхідною кількістю шкіл. Тільки в 1982 році Конституція Китайської Народної Республіки в статті 19 гарантувала, що держава забезпечує обов'язкову й загальну початкову освіту.
У 1985 році був опублікований проєкт освітньої реформи, і у квітні 1986 року прийняли Закон про обов'язкову дев'ятирічну освіту. До цього часу в країні працювало 832 300 шкіл, у яких навчалося 96 % дітей у віці від 6 до 12 років. Після цього в країні регулярно приймалися і здійснювалися проєкти, що забезпечували будівництво шкіл у віддалених районах. На найбільшу з цих програм, розпочату в 1995 році, було витрачено 11,6 млрд юанів (1,434 млрд дол.)
До 1999 році обов'язковою освітою було охоплено 200 мільйонів дітей і підлітків.
| Вік   | Утворення                                           | Обов'язковість |
| ----- | --------------------------------------------------- | -------------- |
| 18-22 | Університет або коледж                              | Немає          |
| 15-18 | Старші класи (середня школа) або професійне училище | Немає          |
| 12-15 | Перший ступінь середньої школи                      | Є              |
| 6-12  | початкова школа                                     | Є              |

### Мексика
Хоча конституція, прийнята в Мексиці 5 лютого 1917 року, вважається першою у світі, в якій були формально декларовані широкі соціальні права робітників і селян, аж до теперішнього часу зберігається розрив між політичним і соціальним рівнем розвитку. У зв'язку з цим протягом понад 90 років принцип обов'язковості та безоплатності діє тільки щодо початкової освіти, що забезпечується державою. Мексиканська система освіти також будується на принципах секуляризму.

### Словенія
Закон про обов'язкову освіту в Словенії був прийнятий ще в 1869 році, тобто незабаром після перетворення монархії Габсбургів в Австро-Угорщину. При цьому в одних областях Словенії тривалість освіти становила 8 років, в інших — 6 років (наступні 2 роки розглядалися як додаткове навчання). У перші роки після введення закону Словенія, а також Хорватія давали найменші показники фактичного охоплення дітей шкільного віку серед інших територій імперії:
|                             | Австрія   | Угорщина  | Хорватія і Словенія | Всього    |
| --------------------------- | --------- | --------- | ------------------- | --------- |
| Всього шкіл                 | 18 598    | 16 805    | 1 277               | 36 680    |
| Вчителів і вчительок        | 66 399    | 24 908    | 2 087               | 93 394    |
| Дітей шкільного віку        | 3 478 015 | 2 524 659 | 223 000             | 6 225 674 |
| Дітей, які відвідують школу | 2 872 929 | 2 057 808 | 134 902             | 5 065 639 |

Тепер вікові рамки, зазначені вище обов'язковою освітою, складають 5-14 років. Після закінчення всього дев'ятирічного курсу школи учні зазвичай завершують середню освіту в школі (гімназії), професійно-технічному училищі або технікумі. В цілому система освіти в Словенії, включаючи обов'язкову, виглядає наступним чином:
| Тип програми середньої освіти         | Нижча професійна освіта | Середня професійна освіта                                                                                           | 4-річна професійна освіта                                                                       | Загальна середня освіта |
| ------------------------------------- | --- | --- | ----------------------------------------------------------------------------------------------- | ----------------------- |
| Умови прийому — успішне закінчення:   | Початкової школи або, принаймні, 6 класів восьмирічки (7 класів дев'ятирічки), або повного початкової освіти в школах для учнів з особливими потребами | Початкової школи або нижчої степені профосвіти                                                                      | Початкової школи або нижчої степені профосвіти                                                  | –початкової школи       |
| Термін навчання                       | 2,5 року | 3 роки | 4 роки                                                                                          | 4 роки                  |
| Посвідчення про завершення            | підсумковий іспит | підсумковий іспит                                                                                                   | Професійний (кваліфікаційний) екзамен                                                           | Випускний екзамен       |
| Можливості подальшої освіти: програми | –Середньої, професійної та професійно-технічної освіти                                                                                                 | професійно-технічної освіти (після напрацювання стажу можна здавати дод. іспит, і здобувати вищу професійну освіту) | –Вищої та вищої професійної освіти, за здачу дод. тестів з предметів видається атестат гімназії | –Навчання в вищій школі |

### США
Вперше обов'язкову освіту звів тут в норму закону в 1647 році верховний суд Плімутської колонії (нині штат Массачусетс). Цей же закон поклав початок системі суспільних шкіл: кожен населений пункт від 50 будинків і вище повинен був мати школу для навчання дітей читанню та письму, а більші населені пункти — граматичні школи (в англійському розумінні цього типу навчального закладу). Через 130 років, після утворення США, Томас Пейн і Томас Джефферсон висунули вимогу загального безкоштовного та обов'язкового навчання.
Першим у США закон про обов'язкове початкове навчання прийняв у 1852 році штат Массачусетс. У 1870 році такий закон був уже в 3 штатах, в 1880 — в 17, в 1900 — в 34, в 1910 — в 42, і лише до 1918 році закон про обов'язкову освіту мав кожен штат. Уже в 1860-х роках шкільним навчанням в Північноамериканських штатах було охоплено близько 60 % дітей у віці 6-13 років, а до кінця століття — 72 %. При цьому США першими серед капіталістичних країн встали на шлях масового середньої освіти. У 1910 році в 9–12 класах середньої школи тут навчалося 15,4 %, в 1920 році — 32,3 %, а в 1930 році — 51,4 % молоді віку 14–17 років.
Зараз віковий діапазон, в якому відвідування школи обов'язково, знаходиться в межах від 5–8 до 16–18 років, залежно від штату. Одні штати дозволяють залишати з дозволу батьків школу до її закінчення в 14–17 років, інші вимагають обов'язкового її відвідування до досягнення 18-річного віку. Разом з тим, багато штатів дозволяють вундеркіндам прискорювати свою освіту.

### Фінляндія
У Фінляндії розвинена система дошкільного навчання, яка проводиться протягом року перед прийняттям дітей у школу. Згідно із законом муніципалітети зобов'язані забезпечити всім дітям 6-річного віку безкоштовне дошкільне навчання. Воно може здійснюватися як у дитячих садах, так і на базі шкіл. Дошкільне навчання не є обов'язковим, але більшість дітей його проходять.
Загальну обов'язкову освіту введено в 1921 році, тобто тільки після виходу країни зі складу Російської імперії. Тепер діє закон, який набув чинності в 1998 році, за яким обов'язкове навчання можна отримати не тільки в загальноосвітній школі, а й отримання освіти іншими способами. За загальним правилом дитина йде в загальноосвітню школу в 7 років (за вмотивованим проханням батьків ± 1 рік). У школі навчання триває 9 років і закінчується в 15–16-річному віці, або через 10 років.

### Франція
Загальну обов'язкову освіту у Франції введено законами, затвердженими в 1881–1889 роках. Нині обов'язкова освіта охоплює дітей від 6 до 16 років. Як при IV, так і при V республіці, конституція країни проголошує, що «організація громадської безкоштовної, обов'язкової й світської (фр. laïcité) освіти на всіх рівнях є обов'язком держави».